# Фрідріх Кемнаде
Фрідріх Вальтер Карл Кемнаде (нім. Friedrich Walter Karl Kemnade; 12 грудня 1911, Швармштедт — 29 січня 2008, Гамбург) — німецький морський офіцер, корветтен-капітан крігсмаріне, контрадмірал крігсмаріне. Кавалер Лицарського хреста Залізного хреста з дубовим листям.

## Біографія
1 квітня 1931 року вступив на флот. Пройшов підготовку на легкому крейсері «Карлсруе» і в військово-морському училищі в Мюрвіку. З 1936 року служив на торпедних катерах 1-ї флотилії торпедних катерів, потім викладав в торпедної школі. З 1939 року — 1-й торпедний офіцер і ад'ютант легкого крейсера «Емден», з яким брав участь у бойових операціях в перший рік Другої світової війни. 23 травня 1940 року переведений в 3-ю флотилію торпедних катерів. 11 вересня 1940 року катер Кемнаде S-13 був атакований британськими кораблями і отримав важкі пошкодження, а він сам прийняв командування замість загиблого командира. Діючи на Середземному морі, Кемнаде став одним з найуспішніших командирів торпедних катерів. В середині 1943 року переведений в ОКМ референтом Штабу керівництва морської війною. Після капітуляції Німеччини зайняв пост офіцера зв'язку командування флоту при союзній Морській комісії, а потім був інтернований британською владою. 27 лютого 1946 року звільнений.
В 1946-56 роках займав керівні пости у фірмі «Allianz Versicherungs AG», з 1952 року — директор філії. 1 квітня 1956 року вступив на службу у ВМС ФРН і був призначений в штаб німецького військового представника при Військовій раді НАТО у Вашингтоні. В 1958 році призначений командувачем торпедними катерами. З 1960 року — начальник оперативного відділу, з 1963 року — начальник штабу головнокомандувача ВМС на Балтиці. З 1 жовтня 1963 року — начальник відділу Військово-морської академії. З 1 квітня 1968 року — начальник 1-го командування і німецький представник при Командуванні силами НАТО в Північній Європі. 30 вересня 1970 року вийшов у відставку.

## Звання
- Кандидат в офіцери (1 квітня 1931)
- Морський кадет (1 жовтня 1931)
- Єфрейтор (1 квітня 1932)
- Фенріх-цур-зее (1 січня 1933)
- Обермат (1липня 1933)
- Оберфенріх-цур-зее (1 січня 1935)
- Лейтенант-цур-зее (1 квітня 1935)
- Оберлейтенант-цур-зее (1 січня 1937)
- Капітан-лейтенант (1 жовтня 1939)
- Корветтен-капітан (1 березня 1943)
- Фрегаттен-капітан (1 квітня 1956)
- Капітан-цур-зее (15 серпня 1959)
- Адмірал флотилії (17 квітня 1964)
- Контрадмірал (2 квітня 1968)

## Нагороди
- Пам'ятна Олімпійська медаль
- Медаль «За вислугу років у Вермахті» 4-го класу (4 роки; 2 жовтня 1936)
- Залізний хрест
  - 2-го класу (30 квітня 1940)
  - 1-го класу (24 грудня 1940)
- Нагрудний знак «За поранення» в чорному (20 вересня 1940)
- Нагрудний знак торпедних катерів з діамантами
  - знак (11 березня 1941)
  - діаманти (1943)
- Німецький хрест в золоті (2 лютого 1942)
- Срібна медаль «За військову доблесть» (Італія) — нагороджений тричі (21 травня 1942, 24 січня 1943 і 1943)
- Відзначений у Вермахтберіхт (18 червня 1942)
- Лицарський хрест Залізного хреста з дубовим листям
  - лицарський хрест (23 липня 1942)
  - дубове листя (№ 249; 27 травня 1943)
- Медаль «За італо-німецьку кампанію в Африці» (5 грудня 1942)
- Хрест «За військові заслуги» (Італія) (17 березня 1943)
- Нарукавна стрічка «Африка» (12 жовтня 1943)
- Орден «За заслуги перед Італійською Республікою», командорський хрест
- Орден «За заслуги перед Федеративною Республікою Німеччина», командорський хрест (вересень 1970)